# Măriuca Verdeș

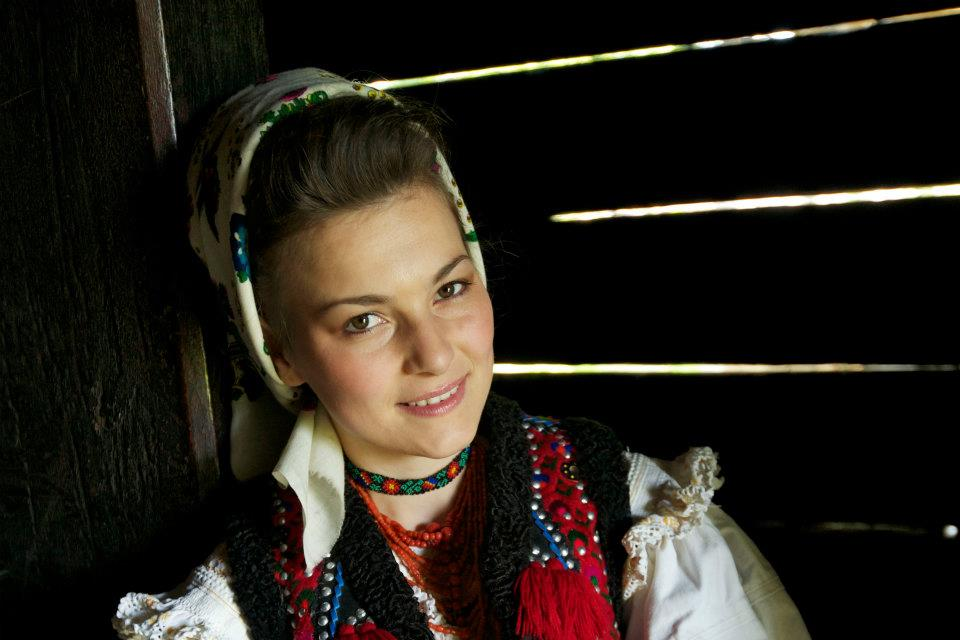
Măriuca Verdeş

Măriuca Verdeș (n. 27 septembrie 1989, Desești, județul Maramureș) este o tânără interpretă de muzică populară și religioasă din Maramureș. Până în prezent interpreta a lansat trei albume dintre care unul cu muzică populară, unul cu colinde și unul cu pricesne.

## Biografie
Măriuca Verdeș provine dintr-o familie mare, în care mama, tatăl, dar chiar și bunicii și străbunicii au cântat muzică populară.
La vârsta de 4 ani, în urma sfatului unui dascăl din sat, părinții au înscris-o la Școala de Artă „Gheorghe Chivu” din Sighetu Marmației, unde a studiat timp de patru ani canto-popular. Iar la doar patru ani și jumătate a început să cânte în Ansamblul Mara și Ansamblul Mugurelul din Sighetu Marmației. 
A absolvit Liceul de Artă din Baia Mare și Universitatea Națională de Muzică din București.
La 8 aprilie 2012 a susținut un concert tradițional de Paști, împreună cu Grigore Leșe în catedrala catolică Sf. Ioan Nepomuk din Suceava.
Iată cum este descrisă Măriuca Verdeș de către etnologul și folcloristul Pamfil Bilțiu:
„Astăzi, când industria muzicală impune pe piață subprodusul folcloric aparținând diverselor genuri ale așa numitei creații populare, colinda nu face excepție. Drept urmare, magazinele abundă de discuri cu piese în care descoperim un conglomerat de cântece bisericești, pricesne, cântece de stea sau chiar muzică ușoară, lipsite total de valențe artistice, atât sub raport melodic cât și în privința textelor, și care sunt denumite colinde. Măriuca Verdeș, prin discul recent realizat, reprezintă o excepție, dacă avem în vedere că prin interpretă și repertoriul ales ne întoarcem la izvoarele autenticului. Valoarea artistică a melodiilor precum și a textelor ne argumentează modul în care colindele de la sursă înalță sărbătoarea Crăciunului și o înnobilează, făcându-ne să-i trăim bucuria și strălucirea. (...) Înzestrată cu o sensibilitate aparte, cu un simț al autenticului, cu o voce plăcută, cu un timbru catifelat plin de nuanțe, Măriuca Verdeș ne restituie integral frumusețea colindei, așa cum au zămislit-o moșii și strămoșii și cum le cântă poporul.”

## Premii
- 2005: Marele premiu „Moștenitorii” în cadrul Tezaurului Folcloric coordonat de Mărioara Murărescu;
- 2007: Premiul de excelență „Natalia Șerbănescu”, premiul din partea Episcopiei Tomisului;
- 2010: Titlul de Miss Maramureșeanca.